# Torre del Pilaret de Santa Quitèria
La torre del Pilaret de Santa Quitèria és una torre de Fraga (Baix Cinca), situada en un altiplà uns 5 km al nord de la població.
De la torre en resta una base de pedra de maçoneria i planta rectangular, i d'uns 3 metres d'altura, sobre la qual se sostenen les restes d'uns murs de tàpia que arriben als 10 metres d'alçada. Aquests murs, molt malmesos pel pas del temps, presenten uns forats disposats regularment, que es relacionen amb les fustes que sostenien els encofrats de la tàpia. La funció de la torre era clarament defensiva, ja que se'n conserva un fossat de 3 metres de fondària al costat est, i a més hi ha indicis que tenia la porta elevada com és habitual a les torres de defensa.
El que és menys clar és la datació, ja pràcticament no hi ha dades arqueològiques ni documentals, i a més no hi ha gaires torres més amb les que es pugui relacionar per tipologia. S'han proposat datacions entre el segle xi i les torres del telègraf òptic del segle xviii. Tot i això, sembla que el més probable és que la construcció original sigui d'època islàmica, del temps de l'inici de la pressió cristiana al segle xii.
Al seu entorn hi ha el jaciment ibèric del Pilaret de Santa Quitèria, corresponent a un antic poblat, i més avall, al costat del riu, l'antiga vil·la romana de Vil·la Fortunatus.